# Ligne Odakyū Tama
La ligne Odakyū Tama (小田急多摩線, Odakyū Tama-sen) est une ligne ferroviaire de la compagnie privée Odakyū dans la région de Kantō au Japon. Elle relie la gare de Shin-Yurigaoka à Kawasaki dans la préfecture de Kanagawa à celle de Karakida à Tama dans la préfecture de Tokyo. C'est une ligne avec un trafic de trains de banlieue qui permet aux habitants de la ville nouvelle de Tama de rejoindre Shinjuku par la ligne Odakyū Odawara ou de continuer dans Tokyo par la ligne Chiyoda.

## Histoire
La première section de la ligne Tama a ouvert le 1er juin 1974 entre Shin-Yurigaoka et Nagayama. Le 23 avril 1975 la ligne est prolongée à Tama-Center au cœur de la ville nouvelle de Tama. Le 27 mars 1990, la ligne arrive à Karakida, son terminus actuel.

## Caractéristiques

### Ligne
- Longueur : 10,6 km
- Ecartement : 1 067 mm
- Alimentation : 1 500 Vcc par caténaire
- Nombre de voies : Double voie

### Interconnexion
La ligne est interconnectée à Shin-Yurigaoka avec la ligne Odakyū Odawara.

### Liste des gares
La ligne comporte 8 gares.
| Numéro | Gare               | Nom japonais       | Distance (km) | Correspondances                       | Localisation | Localisation           |
| ------ | ------------------ | ------------------ | ------------- | ------------------------------------- | ------------ | ---------------------- |
| OH23   | Shin-Yurigaoka     | 新百合ヶ丘         | 0             | Odakyū : Odawara (interconnexion)     | Kawasaki     | Préfecture de Kanagawa |
| OT01   | Satsukidai         | 五月台             | 1,5           |                                       | Kawasaki     | Préfecture de Kanagawa |
| OT02   | Kurihira           | 栗平               | 2,8           |                                       | Kawasaki     | Préfecture de Kanagawa |
| OT03   | Kurokawa (ja)      | 黒川               | 4,1           |                                       | Kawasaki     | Préfecture de Kanagawa |
| OT04   | Haruhino           | はるひ野           | 4,9           |                                       | Kawasaki     | Préfecture de Kanagawa |
| OT05   | Odakyū Nagayama    | 小田急永山         | 6,8           | Keiō : Sagamihara                     | Tama         | Tokyo                  |
| OT06   | Odakyū Tama-Center | 小田急多摩センター | 9,1           | Keiō : Sagamihara Monorail Tama Toshi | Tama         | Tokyo                  |
| OT07   | Karakida           | 唐木田             | 10,6          |                                       | Tama         | Tokyo                  |

## Matériel roulant
La ligne Tama est parcourue seulement par des trains de la compagnie Odakyū. Avant mars 2018, les trains des compagnies Tokyo Metro et JR East circulaient également sur la ligne.

### Actuel

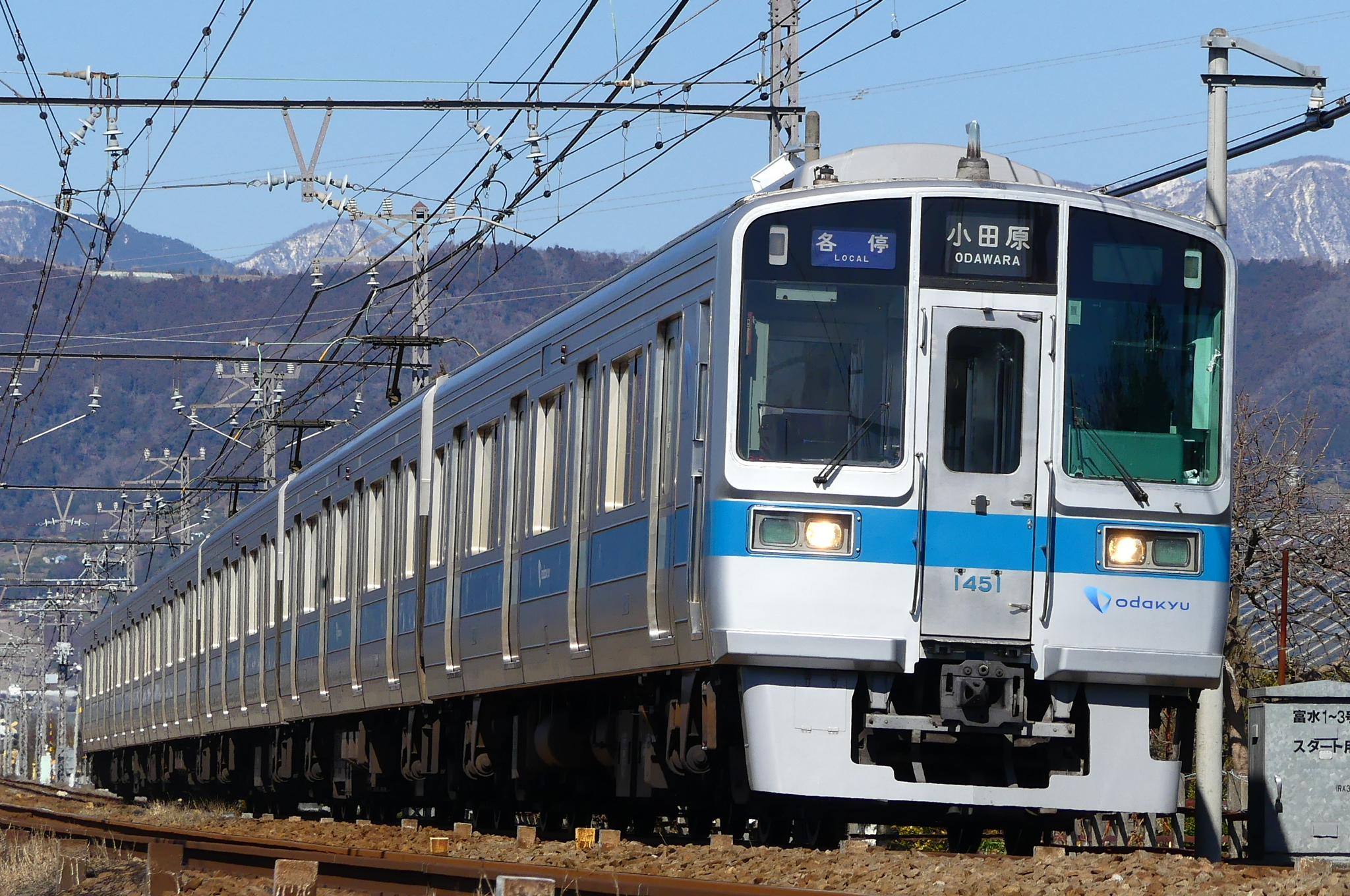
Odakyū série 1000
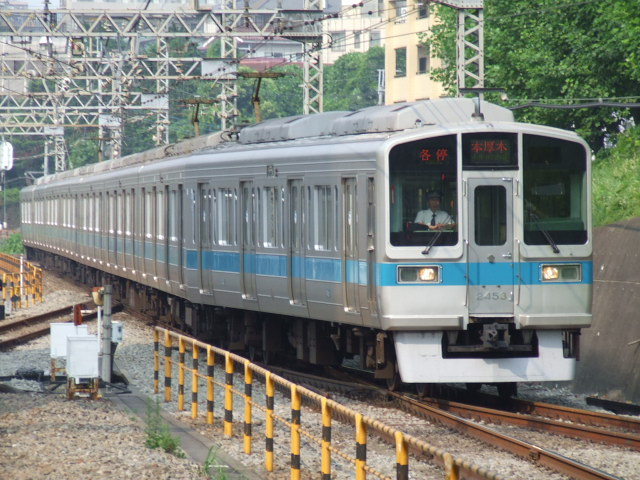
Odakyū série 2000
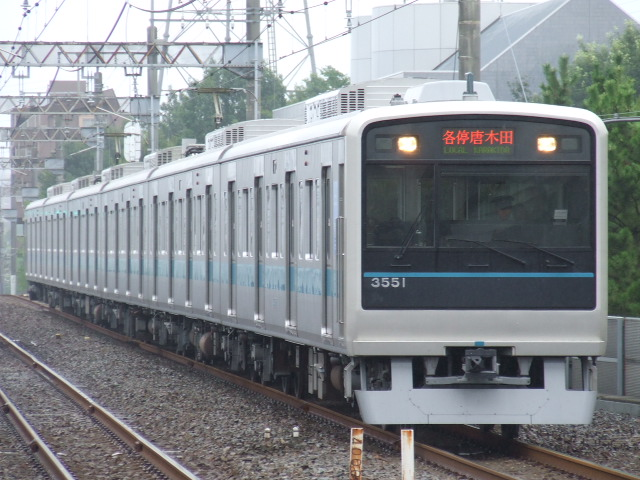
Odakyū série 3000
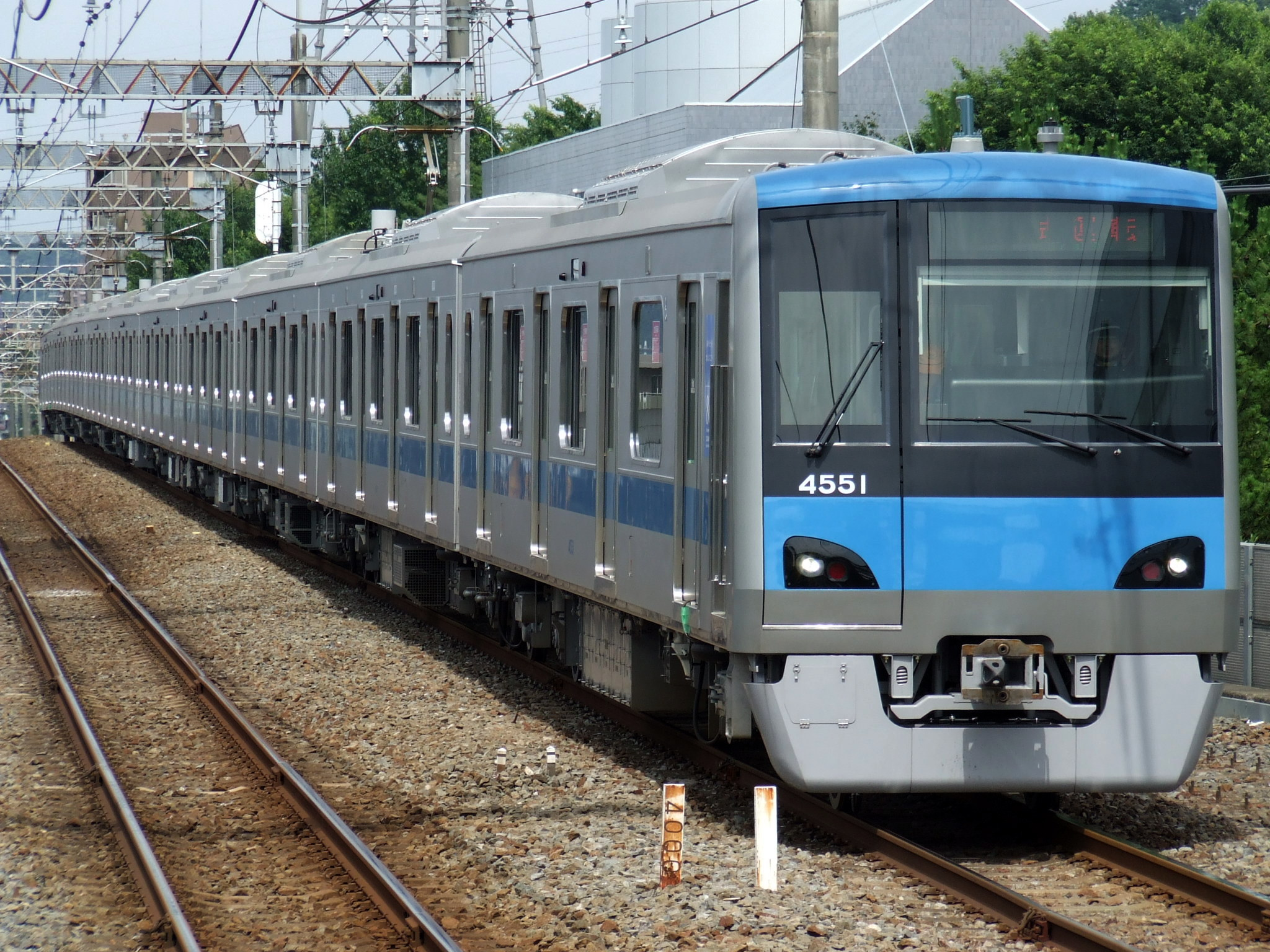
Odakyū série 4000
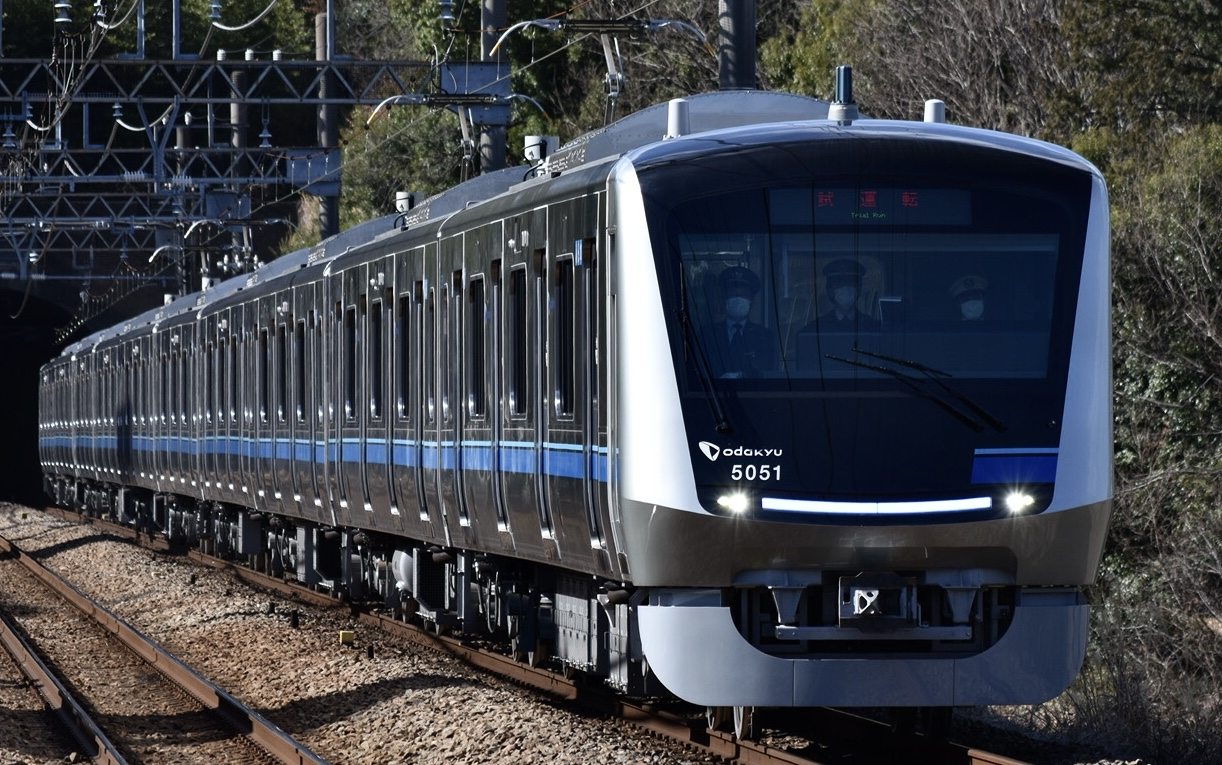
Odakyū série 5000
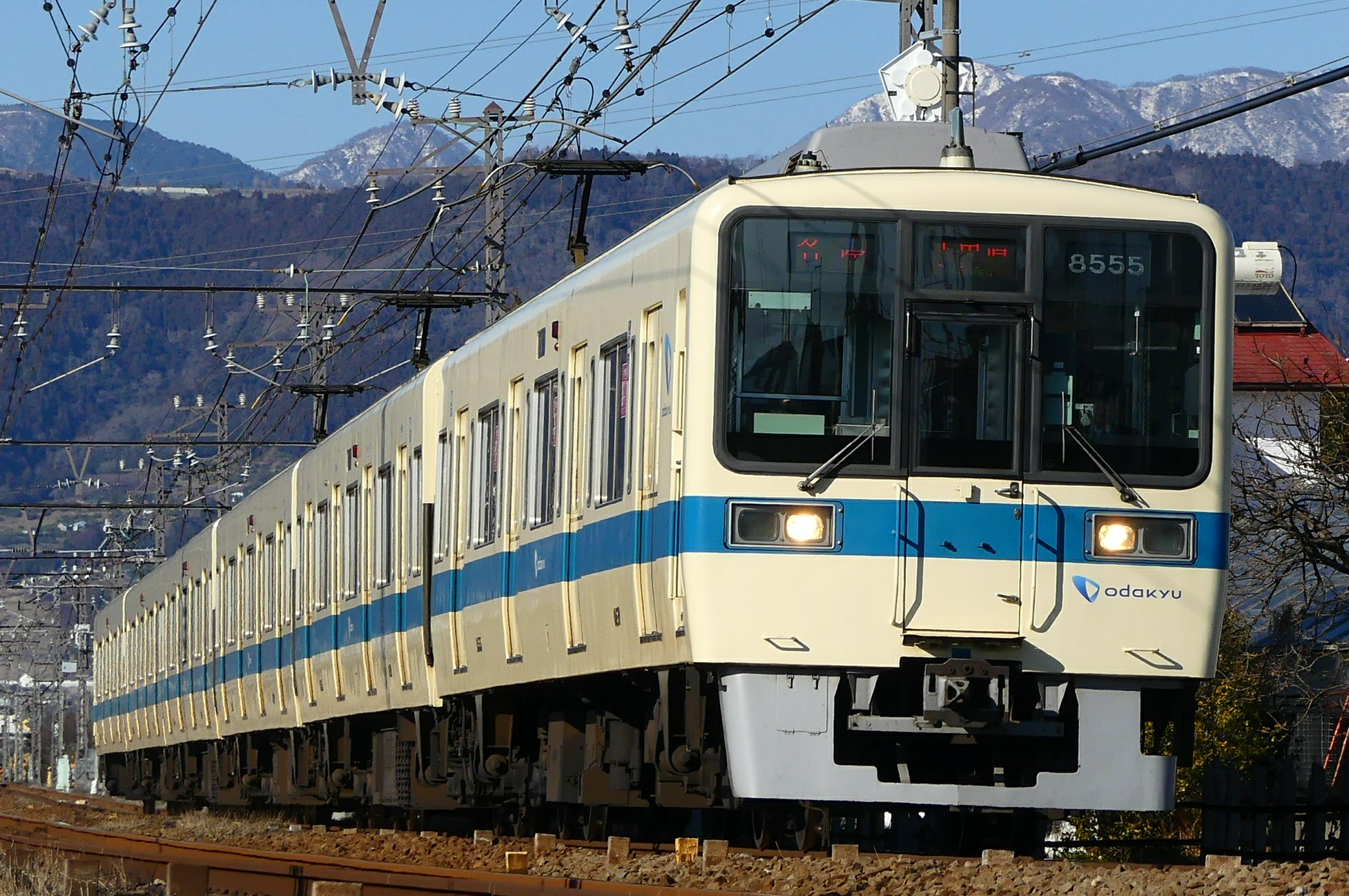
Odakyū série 8000

### Ancien

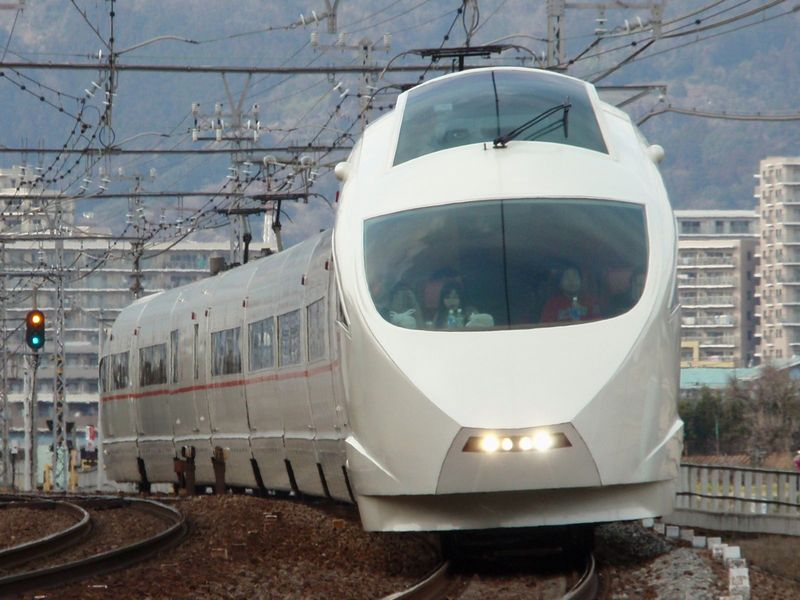
Odakyū série 50000 VSE
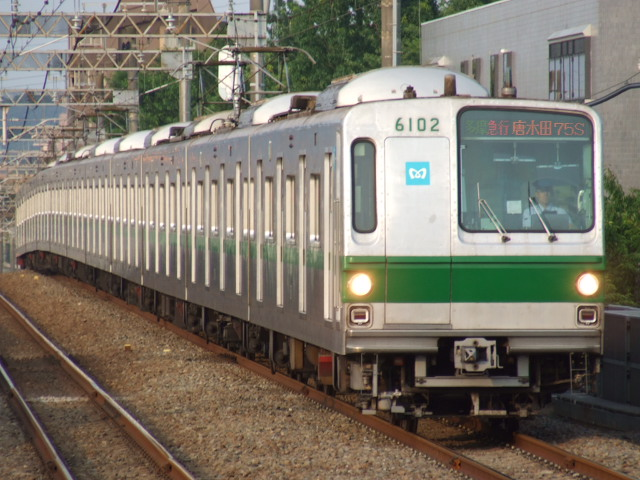
Tokyo Metro série 6000
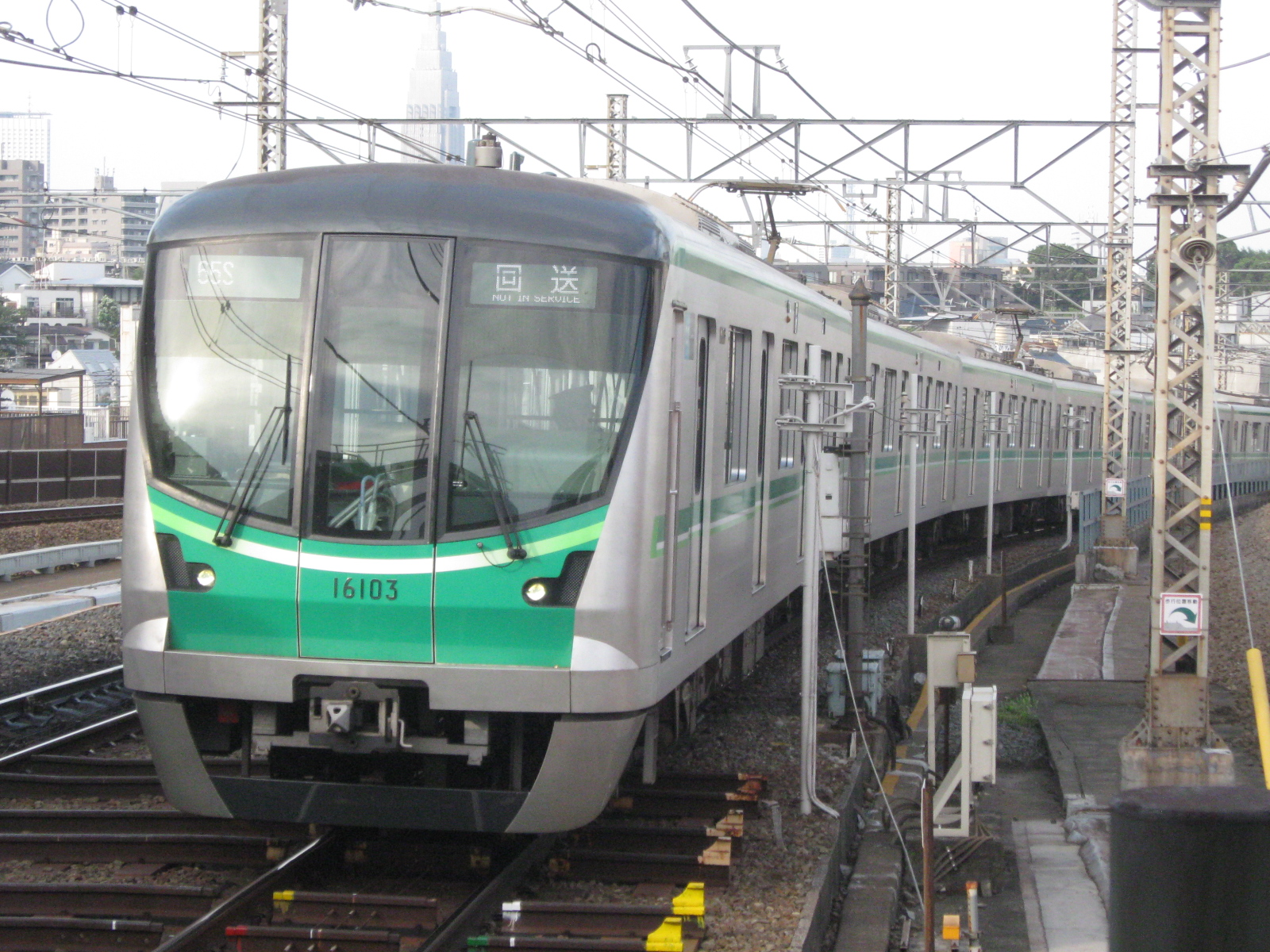
Tokyo Metro série 16000
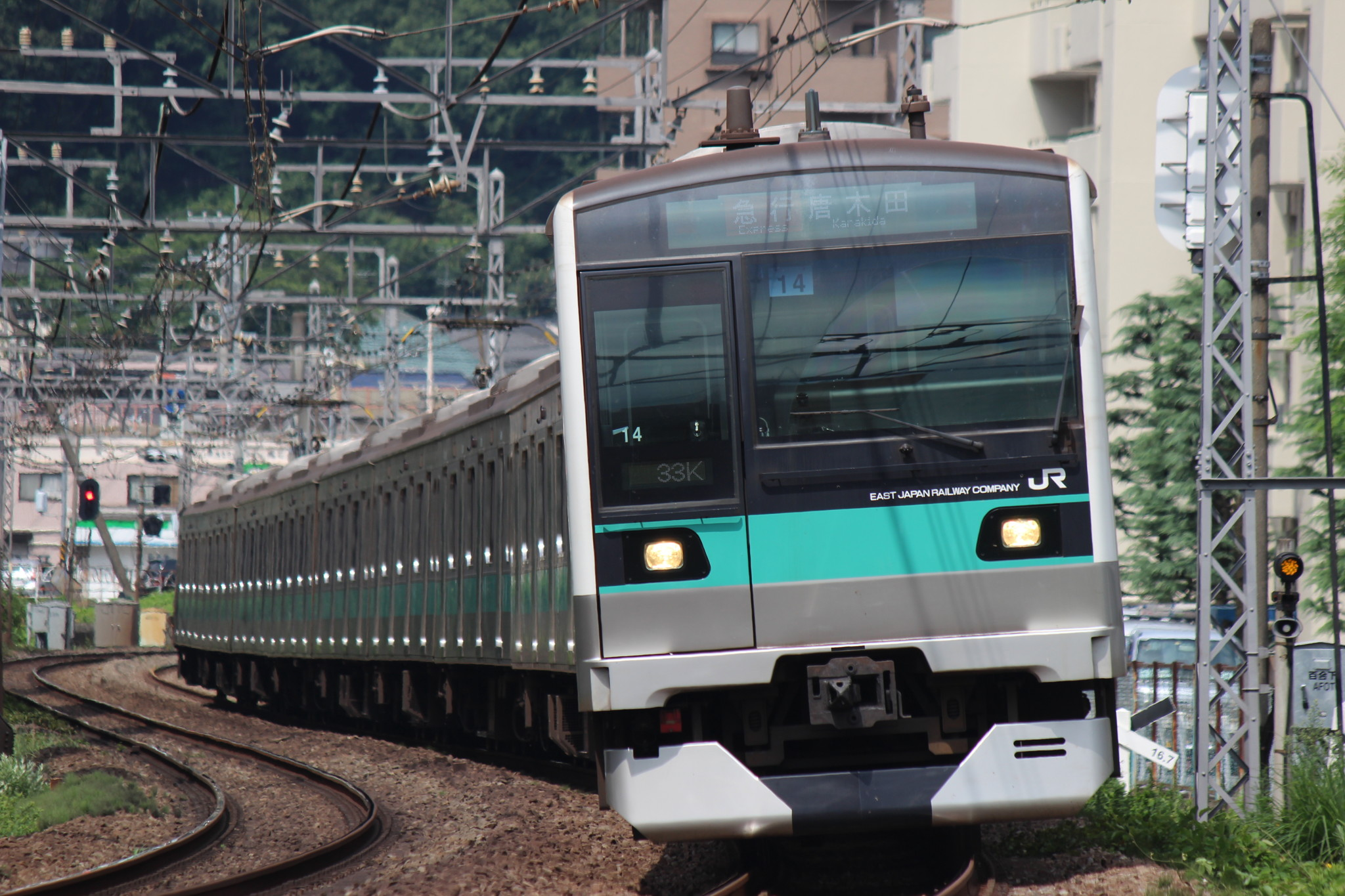
JR East série E233-2000